# Ajmal Faizzada
 Ajmal Faizzada  (Kabul, 20 mei 1987) is een Afghaans judoka in de klasse tot 66 kg. Hij nam eenmaal deel aan de Olympische Spelen, maar won bij die gelegenheid geen medailles.
In 2012 nam Faizzada deel aan de Olympische Zomerspelen in Londen. In de eerste ronde verloor hij met ippon van de Hongaar Miklós Ungvári. 